# سينما إثيوبيا
تُعدُّ السينما الإثيوبية ظاهرة حديثة نسبيًا في إثيوبيا. تشهد صناعة السينما الإثيوبية نموًا، لكنها تواجه العديد من المشكلات التي حالت دون ازدهارها بالكامل. من الناحية التاريخية، حظي المسرح الحي بشعبية أكبر في إثيوبيا، مما خلق عددا من ممثلي المسرح الناجحين نسبيًا.

## المهرجانات
- مهرجان أديس السينمائي الدولي: يقام هذا المهرجان سنويًا في أديس أبابا، ويسعى إلى توفير منصة لكل من صانعي الأفلام الهواة والمحترفين.
- مهرجان الفيلم الإثيوبي الدولي: يقام سنويًا في أديس أبابا، حيث يتمكن العديد من صانعي الأفلام الإثيوبيين من عرض أعمالهم، ويتم تسليم الجوائز لأفضل الأفلام التي صوّت عليها الحكام. بدأ هذا المهرجان في عام 2005.

## الجوائز
- جوائز جوما السينمائية: الجائزة الأكثر شهرة والمرموقة في صناعة السينما الإثيوبية. يُقام عرض الجوائز هذا في أديس أبابا بإثيوبيا سنويًا، وقد بدأ في عام 2014، وهو أول عرض لجائزة فيلم يتم بثه مباشرة على التلفزيون في إثيوبيا.